# شجيرة البرباريس

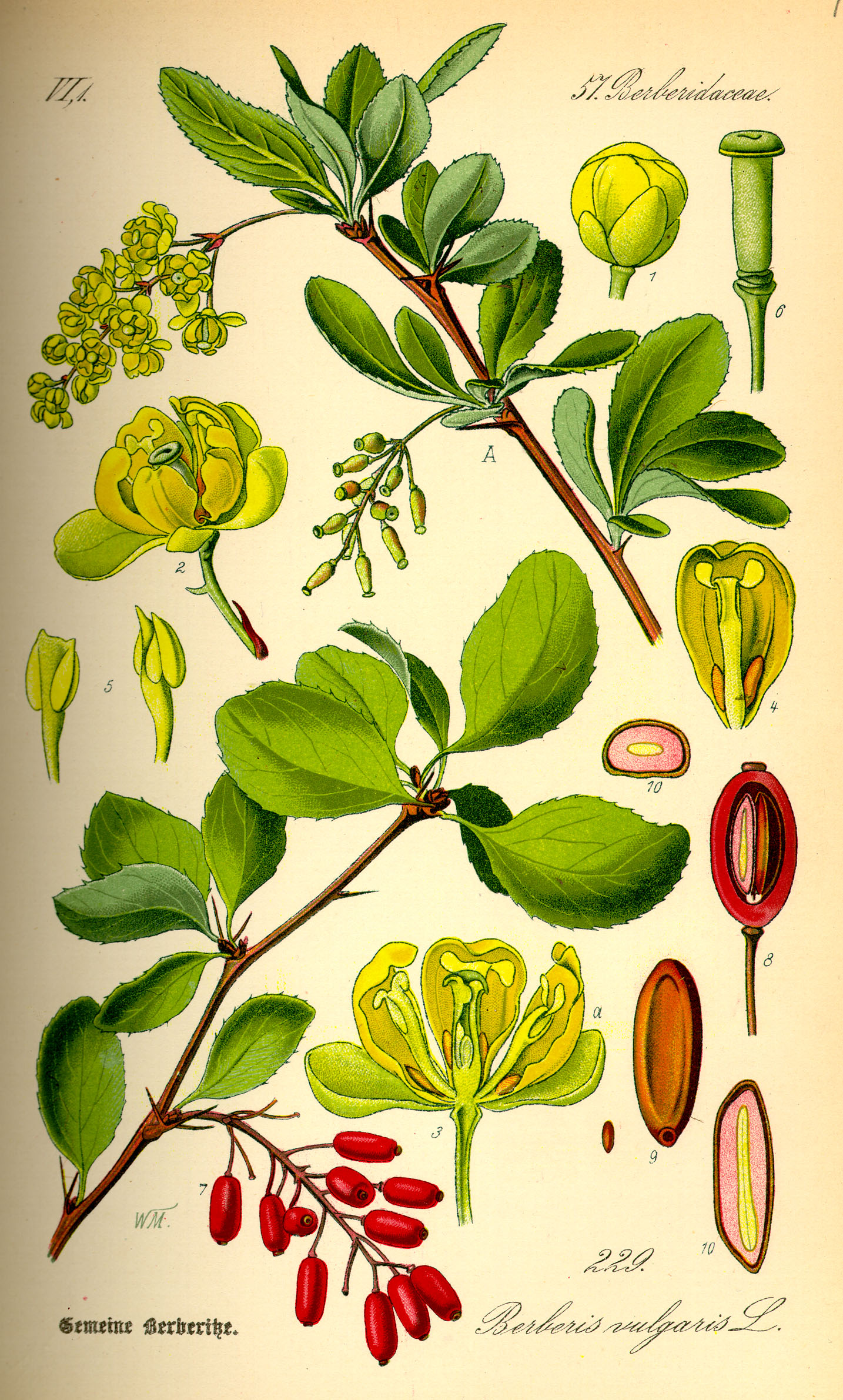
شجيرة البرباريس

برباريس، عود الريح أو شجيرة البَرْبَاريس  اسم لعدد من الشجيرات الشوكية الواطئة. وهذه الشجيرات لها أوراق حمراء وثمار زاهية في الخريف. والبرباريس العادي ينمو بشكل طبيعي في شمال أوروبا، وكذلك ينمو برياً في شرق الولايات المتحدة. يستعملها الناس لتزيين منظر الحدائق. ويصيب صدأ الساق السوداء البرباريس في الربيع. وهذا المرض الفطري أيضًا يسبب ضررًا كبيرًا للحنطة، ولهذا السبب يجب ألا يزرع البرباريس العادي في حقول زراعة الحنطة، حيث إن المرض ربما ينتشر من شجيرات البرباريس إلى حقول الحنطة. تنمو أشواك شجيرة البرباريس دائمًا في مجموعات ثلاثيَة، وتظهر الثمار اللحمية في العناقيد.
والبرباريس الياباني نبات صالح للحدائق. وهو لايصاب بأمراض النبات ويمكن أن يميز بسهولة عن البرباريس العادي. ينمو الصنف الياباني متضامًا جنبا إلى جنب. ويحمل الثمرة اللحمية إما مفردة أو مزدوجة. وثمار البرباريس صالحة للأكل. وتحتوي سيقان النبتة على صبغة صفراء. والبرباريس الشتوي الأخضرله قدرة على تحمل التقلبات المناخيه وهو دائم الخضرة.

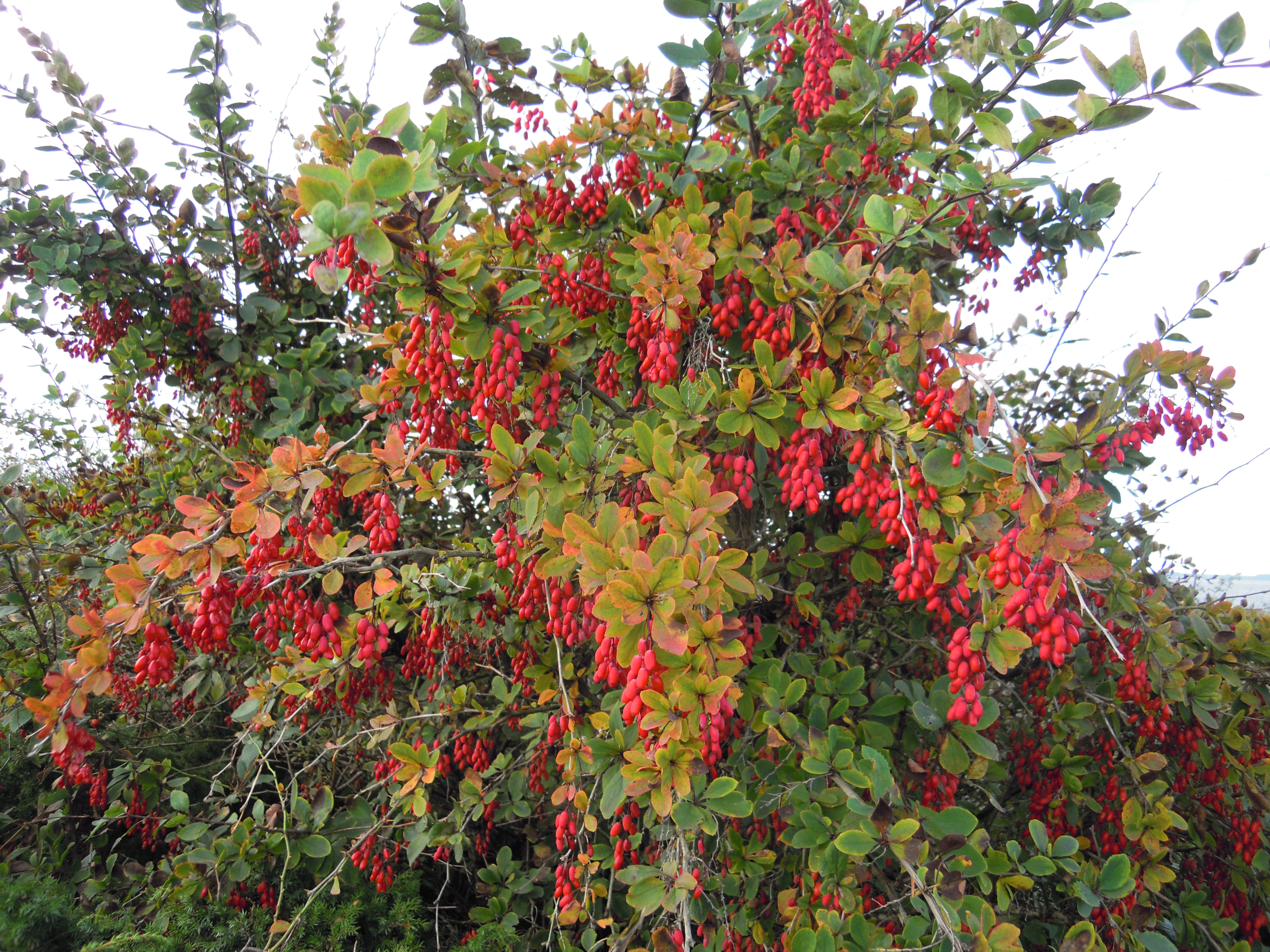
البرباريس العادي شجرة ذات أوراق مسننة وعناقيد من الثمار اللحمية. تتحول الثمرة والأوراق إلى اللون الأحمر الزاهي في الخريف.

## أسماء أخرى
تُسمى أيضًا عود ريح مغربي  أو البَرْبَريس أو إثْرَارَة أو عود الريح أو عقدة أو انبرباريس أو زَرِّشَك أو برباریس